# 王孫苟端
王孙苟端（?—?），战国初期魏国人。 
翟璜推荐他为官。魏文侯想让弟弟季成，朋友翟璜其中一人当国相，不能决断，就问李克，李克回答国君想立相，那么看看乐腾与王孙苟端哪位好些就可以了。魏文侯认为王孙苟端不好，而他是翟璜举荐的，认为乐腾好，而他是季成举荐的。所以就任命季成当了国相。